# اسکولرین
اسکولرین (به انگلیسی: Scoulerine) با فرمول شیمیایی C19H21NO4 یک ترکیب شیمیایی با شناسه پاب‌کم 439654 است. 